# Patricia Neal
Patsy Louise Neal (ur. 20 stycznia 1926 w Packard, zm. 8 sierpnia 2010 w Edgartown, na wyspie Martha’s Vineyard) – amerykańska aktorka, laureatka Oscara, nagród BAFTA oraz Złotego Globu.

## Życiorys
Neal urodziła się jako Patsy Louise Neal, w Packard, w hrabstwie Whitley County, w stanie Kentucky, jako córka Williama Burdette’a Neala i Eury Mildred Petrey. Neal miała brata oraz siostrę. Dorastała w Knoxville, w stanie Tennessee, gdzie uczęszczała do Knoxville High School. Studiowała na wydziale dramatycznym na Northwestern University.
Po przeprowadzce do Nowego Jorku, rozpoczęła swoją pierwszą pracę jako dublerka w broadwayowskiej produkcji The Voice of the Turtle. Następnie pojawiła się w Another Part of the Forest (1946), zdobywając nagrodę Tony dla najlepszej aktorki drugoplanowej w sztuce, podczas pierwszej ceremonii wręczenia nagród Tony.

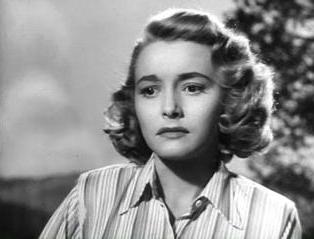
Neal w filmie The Fountainhead, 1949.

W 1949 roku, Neal zadebiutowała w filmie John Loves Mary. Jej pojawienie się w tym samym roku w filmie The Fountainhead zapoczątkowało związek z aktorem Garym Cooperem. Później zagrała w klasyku kina fantastycznonaukowego, obrazie Dzień, w którym zatrzymała się Ziemia (1951), w reżyserii Roberta Wise’a, gdzie partnerowała Michaelowi Rennie.
W 1952 roku, aktorka przeżyła załamanie nerwowe po tym, jak zakończył się jej związek z Cooperem. Aktorka opuściła Hollywood i wróciła do Nowego Jorku, gdzie występowała w broadwayowskiej sztuce The Children's Hour. Występowała również w Roomful of Roses w 1955 roku i jako matka w The Miracle Worker w 1959 roku. Do filmu powróciła rolą w Twarz w tłumie (1957), zagrała również w słynnym Śniadaniu u Tiffany’ego (1961), u boku Audrey Hepburn.
W 1963 roku, Neal otrzymała Oscara dla najlepszej aktorki za rolę w filmie Hud, syn farmera, gdzie zagrała u boku Paula Newmana. Za rolę w tym filmie otrzymała również nominację do Złotego Globu oraz nagrodę BAFTA. Trzy lata później, w 1965 roku, wraz z Johnem Wayne’em wystąpiła w filmie Otto Premingera Wojna o ocean, za który otrzymała swoją drugą nagrodę BAFTA. W 1965 roku otrzymała propozycję zagrania roli pani Robinson w filmie Absolwent, jednak aktorka zapadła w śpiączkę na ponad trzy tygodnie, co uniemożliwiło jej granie w filmach. Film telewizyjny The Patricia Neal Story pokazuje m.in. jej rehabilitację po tej chorobie oraz powrót do aktorstwa, który nastąpił w 1968 roku, kiedy to Neal wystąpiła w filmie The Subject Was Roses, za który otrzymała nominację do Oscara. W późniejszym okresie zagrała Olivię Walton w filmie telewizyjnym The Homecoming: A Christmas Story (1971), który był odcinkiem pilotażowym serialu The Waltons. Choć otrzymała Złoty Glob za swój występ, nie została zaproszona do odtworzenia roli w serialu telewizyjnym. Następnie Neal zagrała owdowiałą, umierającą matkę, która próbuje znaleźć dom dla trójki swoich dzieci, w odcinku serialu NBC Domek na prerii.
W Knoxville działa centrum rehabilitacji dla osób po udarze mózgu jej imienia. Patricia Neal Rehabilitation Center w Fort Sanders Regional Medical Center został założony w 1978 roku. W roku 2006 aktorka grała w reklamie, promującej centrum. W 1999 roku zagrała tytułową rolę ciotki Cookie w filmie Roberta Altmana Kto zabił ciotkę Cookie?.
Aktorka zmarła w swoim domu na wyspie Martha’s Vineyard na raka płuc, 8 sierpnia 2010 roku, w wieku 84 lat.

### Życie prywatne

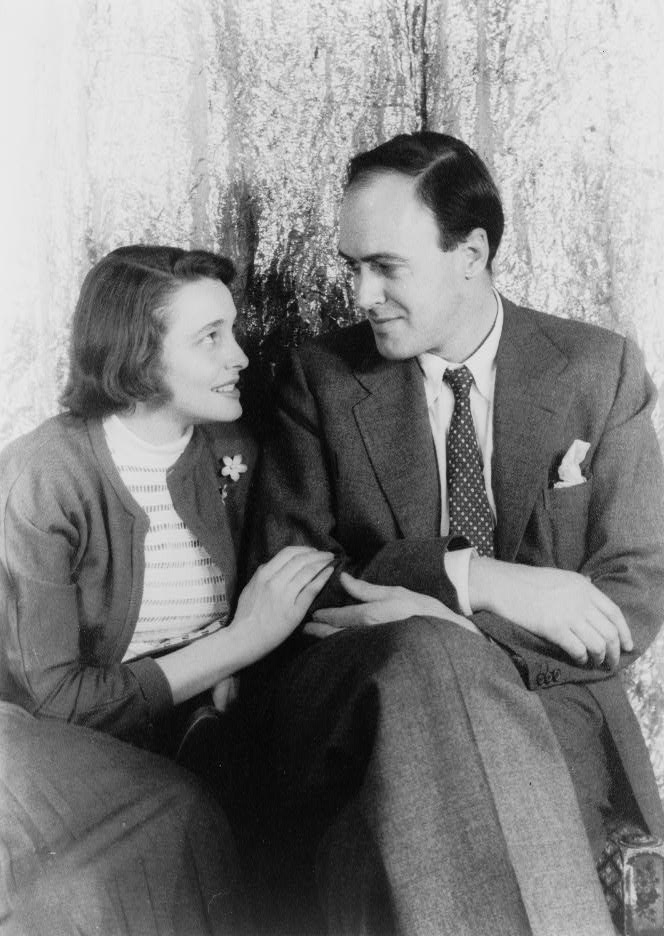
Patricia Neal i Roald Dahl w 1954 roku.

Podczas realizacji filmu The Fountainhead (1949), Neal miała romans ze swoim filmowym mężem, Garym Cooperem, którego poznała w 1947 roku. Ona miała wówczas 21 lat, Cooper 46. W 1950 roku, żona Coopera, Veronica, dowiedziawszy się o romansie męża, wysłała telegram do Neal, w którym domagała się jego natychmiastowego zakończenia. Neal zaszła w ciążę z Cooperem, ale ten namówił ją do przerwania ciąży.
W 1951 roku podczas kolacji u Lillian Hellman Neal poznała brytyjskiego pisarza Roalda Dahla. Pobrali się 2 lipca 1953 roku w Trinity Church w Nowym Jorku. Para miała piątkę dzieci: Olivię Twenty (1955–1962, dziecko zmarło na odrę mózgu), Chantal Tessę Sophię (ur. 1957), Thea Matthew (ur. 1960), Ophelię Magdalenę (ur. 1964) i Lucy (ur. 1965).
W czasie ciąży z Lucy w 1965 roku, Neal pękł tętniak mózgu, co spowodowało zapadnięcie w śpiączkę na trzy tygodnie. 4 sierpnia 1965 roku urodziła zdrową córkę. Neal i Dahl byli małżeństwem przez trzydzieści lat, małżeństwo zakończyło się rozwodem w 1983 roku, po ujawnieniu romansu Dahla z przyjaciółką rodziny, Felicity Crosland.

## Filmografia
Filmy fabularne
- 1949: The Hasty Heart jako siostra Parker
- 1949: John Loves Mary jako Mary McKinley
- 1949: The Fountainhead jako Dominique Francon
- 1950: The Breaking Point jako Lenora Charles
- 1950: Three Secrets jako Phyllis Horn
- 1950: Bright Leaf jako Margaret Jane Singleton
- 1951: Week-End with Father jako Jean Bowen
- 1951: Dzień, w którym zatrzymała się Ziemia (The Day the Earth Stood Still) jako Helen Benson
- 1951: Operacja Pacyfik (Operation Pacific) jako Mary Stuart
- 1951: Raton Pass jako Ann Challon
- 1952: Something for the Birds jako Anne Richards
- 1952: Kurier dyplomatyczny (Diplomatic Courier) jako Joan Ross
- 1952: Washington Story jako Alice Kingsley
- 1954: La Tua donna jako hrabina Germana de Torri
- 1954: Stranger from Venus jako Susan North
- 1957: Twarz w tłumie (A Face in the Crowd) jako Marcia Jeffries
- 1960: Strindberg on Love jako The Mistress
- 1961: Special for Women: Mother and Daughter jako Ruth Evans
- 1961: Śniadanie u Tiffany’ego (Breakfast at Tiffany’s) jako pani Failenson / Emily Eustace (2-E)
- 1962: Westinghouse Presents: That's Where the Town Is Going jako Ruby Sills
- 1963: Hud, syn farmera (Hud) jako Alma Brown
- 1964: Psyche '59 jako Alison Crawford
- 1965: Wojna o ocean (In Harm's Way) jako siostra porucznik Maggie Haynes
- 1968: The Subject Was Roses jako Nettie Cleary
- 1971: The Homecoming: A Christmas Story jako Olivia Walton
- 1971: Nocny jeździec (The Night Digger) jako Maura Prince
- 1973: Happy Mother’s Day, Love George jako Cara
- 1973: Baxter! jako dr Clara Clemm
- 1974: Things in Their Season jako Peg Gerlach
- 1975: Hay que matar a B. jako Julia
- 1975: Eric jako Lois Swensen
- 1976: The American Woman: Portraits of Courage jako narrator
- 1977: Tail Gunner Joe jako senator Margaret Chase Smith
- 1977: Gniazdo wdów  (Nido de viudas) jako Lupe
- 1978: The Bastard jako Marie Charboneau
- 1978: A Love Affair: The Eleanor and Lou Gehrig Story jako pani Gehrig
- 1979: Na Zachodzie bez zmian (All Quiet on the Western Front) jako matka Paula
- 1979: Przeprawa (The Passage) jako Ariel Bergson
- 1981: Upiorna opowieść (Ghost Story) jako Stella Hawthorne
- 1984: Love Leads the Way: A True Story jako pani Frank
- 1984: Shattered Vows jako siostra Carmelita
- 1989: Życie bez blasku (An Unremarkable Life) jako Frances McEllany
- 1990: Caroline? jako panna Trollope
- 1993: Rozdarta cisza (A Mother’s Right: The Elizabeth Morgan Story) jako Antonia Morgan
- 1993: Heidi jako babcia
- 1999: Kto zabił ciotkę Cookie? (Cookie's Fortune) jako Jewel Mae „Cookie” Orcutt
- 2000: For the Love of May jako babcia May
- 2009: Mija czas (Flying By) jako Margie

Seriale telewizyjne
- 1954-1958: Studio One jako Miriam Leslie
- 1954: Goodyear Television Playhouse
- 1955: Omnibus jako Herodias
- 1956: Matinee Theater
- 1957-1958: Playhouse 90 jako Margaret / Rena Menken
- 1958: Suspicion jako Paula Elgin
- 1958: Pursuit jako pani Conrad
- 1959: Rendezvous jako Kate Merlin
- 1960: Play of the Week jako Mistress
- 1962: Drama 61-67 jako Beebee Fenstermaker
- 1962: Checkmate jako Fran Davis
- 1962: Nietykalni (The Untouchables) jako Maggie Storm
- 1962: Zero One jako Margo
- 1963: Ben Casey jako dr Louise Chapelle
- 1963: Espionage jako Jeanne
- 1972: Ghost Story jako Ellen Alexander
- 1974: Kung Fu jako Sara Kingsley
- 1975: Movin' On
- 1975: Domek na prerii (Little House on the Prairie) jako Julia Sanderson
- 1984: Glitter jako madame Lil
- 1990: Napisała: Morderstwo (Murder, She Wrote) jako Milena Maryska

## Nagrody
- Nagroda Akademii Filmowej Najlepsza aktorka pierwszoplanowa: 1964 Hud, syn farmera
- Złoty Glob Najlepsza aktorka w filmie telewizyjnym: 1972 The Homecoming: A Christmas Story
- Nagroda BAFTA
  - Najlepsza aktorka zagraniczna: 1966 Wojna o ocean
  - 1964 Hud, syn farmera
- Nagroda Tony Najlepsza aktorka drugoplanowa w sztuce: 1947 Another Part of the Forest